# Панкратион
Панкратион или панкрација (грчки „свеборба") је био борилачка вештина у старогрчким античким играма. Први се први пут поуздано јавља 648. п. н. е., за време 33. олимпијских игара. Грци су веровали да је легендарни Тезеј основао панкратион. Једна нарочито међу Грцима популарна теорија јесте да је панкратион уз војску Александра Великог стигао до Индије, где је покренуо тамошње борилачке вештине, а тиме онда и данашње далекоисточне борилачке вештине попут кунгфуа и каратеа.
Панкратион је био спој рвања (пале) и бокса (пигме). Уз то су се користиле технике са ногама, и за разлику од бокса борило се сувим рукама (без рукавица односно бандажа). Надметање у панкратиону одржавало се петог, последњег дана олимпијских игара. Победа се добијала једино уз нокаут, предају или смрт противника. За разлику од рвања или бокса, у панкратиону нису постојала техничка правила. То значи да су били дозвољени ударци рукама, ногама, лактовима, коленима и прстима, као и бацање, полуге и болни хватови, у стајању и на поду. Једино су били забрањени уједање и ударање у очи. На основу тих правила користила се свака метода да се противник савлада. Чак ни од пробода стомака руком и чупања унутрашњих органа стари грчки борци нису зазирали, мада је ово важило за бешчасно. Многи побеђени борци тако су нашли смрт или су напустили арену као инвалиди. Било је случајева да је побеђени платио борбу животом, али му се због добре борбе посмртно признавала победа.
Борци су се називали панкратијасти. Судија, хеладоник, надгледао је поштовање правила и одређивао победника.
Један од познатих атлета који је више пута побеђивао у овој дисциплини био је Теагенес из Тасоса. На интернет-страни Олимпијског комитета стоји да је и Платон два пута победио у дисциплини панкратион.
Данас постоје покушаји да се панкратион у једној цивилизованијој варијанти врати међу олимпијске игре, или барем установи као самосвојни и озбиљни спорт у форми „панкратион алтимет“. Такође, бразилски вале тудо и све популарнији "Mixed Martial Arts (MMA)" и "Freefights" оживљавају традиције свеборбе слободног стила.